# Patène de serpentine
La patène de serpentine est une patène réalisée à partir d'une assiette antique en serpentine à laquelle fut ajoutée une monture d'orfèvrerie et un décor de poissons à l'époque carolingienne, sous le règne de Charles le Chauve. Elle s'inscrit ainsi dans le mouvement de renaissance instiguée par cette dynastie. L’œuvre provient du trésor de l'abbaye de Saint-Denis et fut acquise en 1793 par le musée du Louvre. Elle est aujourd'hui conservée au département des objets d'art du musée. Souvent associé à la Coupe des Ptolémées, elle faisait autrefois partie des regalia du royaume de France.

## Historique
L’œuvre est composée d'une assiette antique de serpentine retravaillée à diverses époques. Le plat de pierre a possiblement été créé entre le Ier siècle avant Jésus-Christ et le Ier siècle après Jésus-Christ. L'âge des poissons dorés, ainsi que leur signification originale, est incertaine. Il est possible qu'ils aient été ajoutés en même temps que son marli doré, au IXe siècle, par les Carolingiens. Les incrustations rappelleraient alors un symbole paléochrétien. Le poisson évoque en effet la communauté, car les poissons se déplacent en banc, renvoyant ainsi à la communauté chrétienne. Qui plus est, le mot poisson se dit Ichtus en grec, soit l'acronyme de "Jésus-Christ fils de Dieu, sauveur". A une époque où la foi chrétienne peut être punie de mort (lorsque le fidèle refuse de sacrifier aux dieux romains), le poisson est l'un des symboles discrets de ralliement des chrétiens.
L’œuvre fut par la suite offerte au IXe siècle à Charles le chauve qui la fit enchâsser dans une monture d'orfèvrerie illustrant l'intérêt porté aux techniques d'orfèvrerie barbare d'époque carolingienne. Sur une plaque d'or sont en effet incrustées des pierres semi-précieuses selon la technique du cloisonné et de la bâte. 
La patène était associée à un canthare en agate à fonction de calice portant une dédicace à Charles le Chauve. Le vase, qu'on appelle "Coupe des Ptolémées", est aujourd'hui conservé au Cabinet des Médailles de la Bibliothèque nationale de France. Les deux œuvres sont issues du trésor de l'abbaye de Saint-Denis à laquelle Charles le chauve les offrit.